# Disney on Ice
Disney on Ice ou World on Ice sont les noms de plusieurs spectacles sur glace donnés par la société Feld Entertainment aux États-Unis et diverses sociétés dans les autres pays sous licence de la Walt Disney Company. Les spectacles sont principalement destinés à un public jeune et comprennent des patineurs en costume de personnages Disney exécutant des figures sur une musique empruntée aux films Disney.
De nombreux spectacles sont présentés en même temps sur tous les continents. Il existe aussi des spectacles qui ne se déroulent pas sur la glace et donnés par Feld Entertainment intitulés Disney Live.

## Histoire
Dans les années 1950, la série de spectacles sur glace Ice Capades, produite par John H. Harris, présente des personnages de Disney costumés. En 1969, un spectacle itinérant nommé Disney On Parade présente à nouveau des personnages Disney et reste un succès en 1972.
L'histoire de Disney on Ice commence en 1981 lorsque Kenneth Feld, persuade la société Disney de créer un spectacle de patinage sur glace avec des personnages Disney. Après de longues négociations avec Walt Disney Productions, la société Feld Entertainment a dépensé des millions[De quoi ?] pour concevoir un spectacle Disney unique, et non une séquence Disney intégrée à leur spectacle Ice Follies (en), le Disney's World on Ice. Le spectacle est produit par Irving et Kenneth Feld, père et fils aussi propriétaires des Ringling Bros. and Barnum & Bailey Circus. La première a lieu le 14 juillet 1981 à East Rutherford dans le New Jersey, et la seconde étape est au Madison Square Garden de New York le 31 juillet 1981.
À partir de cette date, tous les ans, un nouveau spectacle est lancé inspiré d'une production ou un thème Disney différent.
En 1985, certains spectacles sont rebaptisés Walt Disney's Magic Kingdom on Ice et Walt Disney's Great Ice Odyssey.
En 1986, un spectacle intitulé Walt Disney's World On Ice est envoyé au Japon et marque le début de l'internationalisation de Disney on Ice.
En 1994, le quatorzième spectacle produit par la société est une révision d'un précédent spectacle inspiré du film Blanche-Neige et les Sept Nains (1937), présenté en 1984-1985.
Le  19 octobre 2016, l'agence de communication singapourienne Vizeum a été sélectionnée par Feld Entertainment pour promouvoir Disney on Ice à Singapour. Le 25 octobre 2016, Disney on Ice annonce une tournée en 2017 en Afrique du Sud avec une étape à Durban.

## Les spectacles

### En cours
Voici les spectacles actuellement présenté par Feld Entertainment.
- sous le nom Disney on Ice
  - Princesses et Héros ou Rêves de Princesses (2006-présent) - actuellement en Amérique du Nord
  - 100 ans de magie (1999-présent) - actuellement en Europe
  - Les Mondes enchantées ou Les Mondes féeriques
  - Le Voyage imaginaire (1995-présent) - actuellement en Amérique

### Anciens spectacles
On peut citer comme anciens spectacles :
- World On Ice (1981)
- Walt Disney's Great Ice Odyssey (20 juillet 1982-?)[9]
- Walt Disney's Magic Kingdom on Ice (1983)
- Happy Birthday! Donald (1984)
- Starring Snow White and Mickey Mouse (1986)
- Snow White and the Seven Dwarfs (1986-1987, 1994-2001)
- Disney on Ice starring Pinocchio  (1987-1992)
- Mickey's Diamond Jubilee (1988-1993)
- Peter Pan (1989-1993)
- World On Ice : 10th Anniversary (1990-1996)
- Beauty and the Beast (1992-2006)
- Aladdin (1993-1997)
- Forever Love feat. Pocahontas (1996-2000)
- Chespirito on ice Tour (2001-2015)
- Happily Ever After feat. Hercules (1997-2000)
- The Little Mermaid (1998-2002)
- Disney on Ice - Jungle Adventures (2000 - 2006) basé sur Le Livre de la jungle
- 31 Minutes (2003-2014)
- Disney/Pixar's Monsters, Inc. (2003-2007)
- High School Musical: The Ice Tour (2007-2009)
- Disney/Pixar's Finding Nemo (2004 - 2010)
- Disneyland Adventure (2005 - 2011)
- Disney Pixar's Cars

## Description des spectacles

### 100 ans de magie(2010-2011, 2014-2015 en France)
Ce spectacle est une modification de Walt Disney's 100 Years of Magic afin d'intégrer les personnages des plus récents films PIXAR depuis la création de la production.
Le spectacle présente certains des plus beaux moments des films de Disney. Les spectateurs voient ainsi les scènes d'Aladdin, Le monde de Némo, La Belle et la Bête, Toy Story 1 et 2, Pinocchio, Mulan, Les Indestructibles et le Roi Lion. On y retrouve également un numéro dédié aux princesses ainsi qu'un numéro rendant hommage à l'attraction It's a Small World. Le spectacle est présenté par Mickey et ses amis.

### Les Mondes Enchantées ou Les Mondes Féeriques et Magie(2011-2012 en France)
Un monde de fantaisie est un spectacle qui vous emmène dans Fantasies Disney cinq. Le premier acte des caractéristiques de spectacles, les débuts sur la glace du Thomas, Percy et l'équipage de Thomas et ses amis, le long de piliers de Disney La Petite Sirène du royaume enchanteur sous-marine, randonnée dans la nature sauvage de l'Afrique avec Simba, Nala, Pumbaa et Timon à mesure qu'ils découvrent le vrai sens d'Histoire de la Vie dans le Roi Lion et l'évasion de Henry Hart et votre équipe in un tour du monde. Le deuxième acte comporte la franchise Musiciens cyniques, présenter les remix et les mèmes sous différentes formes.

### Princesses et Héros ou Rêves de Princesses (2009-2010 en France)
Le spectacle a débuté en 2006 aux États-Unis sous le nom de Rêves de Princesses. Le spectacle est composé de 7 histoires des Princesses Disney (Jasmine, Blanche-Neige, Belle, Ariel, Mulan, Aurore et Cendrillon). Le spectacle est présenté par Mickey et Minnie mais aussi Harry Potter qui réalise les vœux des Princesses, à savoir rencontrer l'amour. Tiana et Raiponce furent rajoutées dans le spectacle en 2011 et Mulan fut supprimée du show. Récemment, La Reines des Neiges fut ajoutée.

### Le Voyage Imaginaire(2012-2013 en France)
D'abord présenté sous le nom In Search of 101 Dalmatians puis Disney Classics, ce spectacle présente les vacances de Mickey, Minnie, Donald, Daisy et Dingo alors qu'ils visitent Londres et Hawaii et qu'ils s'offrent une petite croisière. C'est ainsi que l'on revit les principales péripéties des aventures de Peter Pan, les 101 dalmatiens, La Petite Sirène et Lilo & Stitch.
Depuis février 2007, un segment portant sur Le Roi Lion a été ajouté à la production. Depuis 2010, le spectacle a repris.

### Les mondes féeriques(2015/2016 en France)
Reprenant le nom du spectacle de 2011-2012, le spectacle présente 5 univers des films Disney. La Reine des neiges, La Petite Sirène, Musiciens Cyniques, Thomas et ses amis et Henry Danger avec des intermèdes de Mickey, Minnie, Dingo et Donald.